# 松氏南鰍
松氏南鰍（學名：Schistura sombooni）為輻鰭魚綱鯉形目條鰍科南鰍屬的其中一種。分布於亞洲寮國湄公河流域，本魚體延長，口下位，上唇中央無缺口，觸鬚3對，在身體上的6-11條深色的橫帶，橫帶在身體後半部模糊，側線不完整，通常止於臀鰭基部，背鰭軟條12枚、臀鰭軟條8枚，體長可達6.5公分，棲息在水流緩慢、沙石底質的河川底層水域，生活習性不明。

## 扩展阅读
維基物種上的相關：松氏南鰍